# Дударева, Валентина Трофимовна
Валентина Трофимовна Дударева (5 сентября 1930, деревня Матюково, Калининская область — 9 марта 2024, Ржев) — льночесальщица Ржевской льночесальной фабрики Министерства лёгкой промышленности РСФСР, Калининская область. Герой Социалистического Труда (1971).

## Биография
Родилась в 1930 году в крестьянской семье в деревне Матюково (сегодня — Ржевский район). До начала Великой Отечественной войны окончила три класса. В феврале 1943 года была отвезена в концентрационный лагерь, находившийся на территории Латвии. В 1945 году возвратилась на родину и устроилась на работу на Ржевский льночесальный комбинат. Обучалась в школе фабрично-заводского обучения при комбинате и позднее — в вечерней школе. В 1946 году получила специальность льночесальщицы. Некоторое время работала в лаборатории и потом — бригадиром на льночесальной машине.
Достигла высоких трудовых результатов. По итогам работы за годы Семилетки (1959—1965) была награждена Орденом «Знак Почёта». В 1970 году досрочно выполнила личные социалистические обязательства и производственные задания Восьмой пятилетки (1966—1970). За годы этой пятилетки выработала сверх плана 48 тонн льноволокна. Указом Президиума Верховного Совета СССР от 5 апреля 1971 года «за выдающиеся успехи в досрочном выполнении заданий пятилетнего плана и большой творческий вклад в развитие производства тканей, трикотажа, обуви, швейных изделий и другой продукции лёгкой промышленности» удостоена звания Героя Социалистического Труда с вручением ордена Ленина и золотой медали «Серп и Молот».
Проработала на комбинате до выхода на пенсию в 1988 году.
Умерла 9 марта 2024 года в возрасте 93 лет.
Награды
- Герой Социалистического Труда
- Орден Ленина
- Орден «Знак Почёта» (09.06.1966)